# Thymus binervulatus
Thymus binervulatus ist eine Pflanzenart aus der Gattung der Thymiane (Thymus) in der Familie der Lippenblütler. Nach R. Govaerts muss die Art Thymus talijevii Klokov & Des.-Shost. heißen.

## Beschreibung
Thymus binervulatus ist ein kleiner Strauch, dessen Stängel verholzen, schlank und kriechend sind und terminale Blütenstände bilden. Die blütentragenden Stängel sind bis zu 8 cm lang und rundum borstig behaart. Die Laubblätter sind 8 bis 9 mm lang und 3 bis 4 mm breit. Sie sind elliptisch-spatelförmig, nahezu lederig und mit einem deutlich ausgeprägten und bewimperten Blattstiel versehen. Sie bilden zwei deutlich sichtbare Paare von Seitenadern, die im oberen Teil der Blattspreite zusammenlaufen, um eine Randader zu bilden.
Die Blütenstände sind köpfchenförmig. Die Tragblätter ähneln den Laubblättern. Der Kelch ist 3,5 bis 4 mm lang, grünlich gefärbt, die oberen Zähne sind bis zu 1 mm lang, lanzettlich und spärlich bewimpert. Die Krone ist blass lila.

## Vorkommen und Standorte
Die Art kommt an den Ausläufern des südlichen Urals, östlich von Ufa vor.

## Systematik
Innerhalb der Gattung der Thymiane (Thymus) wird die Art in die Subsektion Kotschyani der Sektion Serpyllum eingeordnet.

## Nachweise